# Дзьобак золотоголовий
Дзьоба́к золотоголовий (Chrysocolaptes xanthocephalus) — вид дятлоподібних птахів родини дятлових (Picidae). Ендемік Філіппін. Раніше вважався конспецифічним з великим дзьобаком, однак був визнаний окремим видом.

## Опис

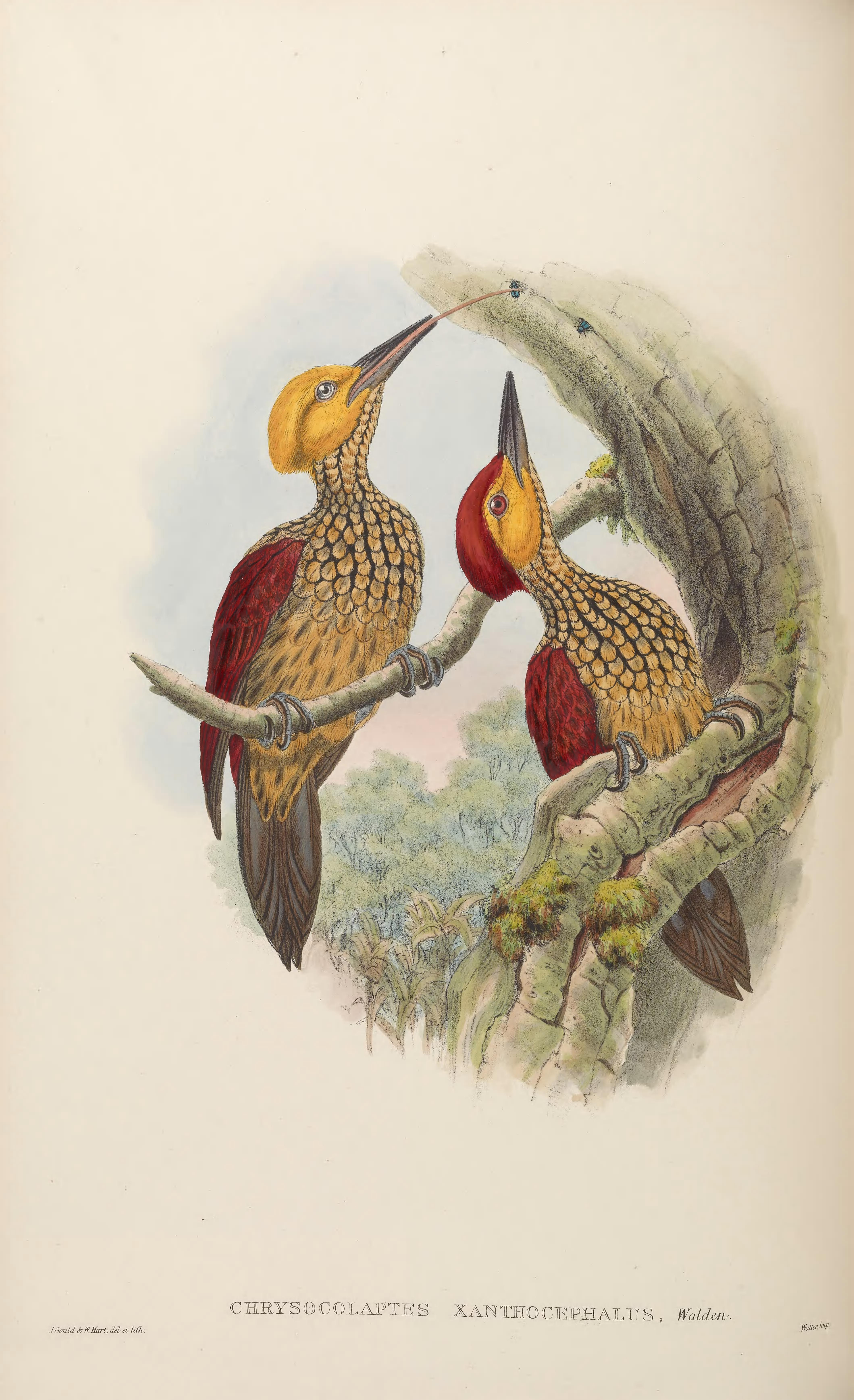
Пара золотоголових дзьобаків (самиця зліва, самець справа)

Довжина птаха становить 28-34 см. Голова, шия і нижня частина тіла золотисто-жовта, спина і крила червоні. Дзьоб і лапи бліді. У самців верхня частина голови яскраво-червона, у самиць голова повністю жовта.

## Поширення і екологія
Золотоголові дзьобаки мешкають на островах Негрос і Панай в групі Вісайських островів в центральній частині Філіппінського архіпелагу, раніше траплялися також на островах Гуймарас, Масбате і Тікао. Вони живуть у вологих тропічних лісах, в мангрових і вторинних заростях та на плантаціях. Зустрічаються на висоті до 900 м над рівнем моря.

## Збереження
МСОП класифікує цей вид як такий, що перебуває під загрозою зникнення. За оцінками дослідників, популяція золотоголових дзьобаків становить від 250 до 1000 дорослих птахів. Їм загрожує знищення природного середовища.